# Всеобщие выборы в Кот-д’Ивуаре (1970)
Всеобщие выборы в Кот-д’Ивуаре проходили 29 ноября 1970 года. На них избирались президент и члены Национального собрания. Демократическая партия Кот-д'Ивуара была единственной политической партией при существовавшей в стране однопартийной системе. Из 650 предварительных претендентов в единый список Демократической партии было отобрано 100 кандидатов, все из которых и заняли депутатские места в Национальном собрании. Феликс Уфуэ-Буаньи был вновь безальтернативно переизбран президентом. Количество членов парламента было повышено до 100. Явка составила 98,9% на парламентских выборах и 99,2% — на президентских.

## Результаты

### Президентские выборы
| Кандидат                            | Партия                              | Голоса    | %    |
| ----------------------------------- | ----------------------------------- | --------- | ---- |
| Феликс Уфуэ-Буаньи                  | Демократическая партия              | 2 003 046 | 100  |
| Недействительных/пустых бюллетеней  | Недействительных/пустых бюллетеней  | 668       | –    |
| Всего                               | Всего                               | 2 003 714 | 100  |
| Зарегистрированных избирателей/Явка | Зарегистрированных избирателей/Явка | 2 020 000 | 99,2 |
| Источник: Nohlen et al.             |                                     |           |      |

### Парламентские выборы
| Партия                              | Голоса    | %    | Мест | +/– |
| ----------------------------------- | --------- | ---- | ---- | --- |
| Демократическая партия              | 1 997 560 | 100  | 100  | +15 |
| Недействительных/пустых бюллетеней  | 2 083     | –    | –    | –   |
| Всего                               | 1 999 643 | 100  | 100  | +15 |
| Зарегистрированных избирателей/Явка | 2 020 000 | 98,9 | –    | –   |
| Источник: Nohlen et al.             |           |      |      |     |